# Afrikáans
El afrikáans (autoglotónimo afrikaans) es una lengua germánica, derivada del neerlandés medio, hablada principalmente en Sudáfrica y Namibia, aunque también se habla en algunas zonas del sur de Botsuana y en el sur de Argentina donde se habla el dialecto patagónico. Esta lengua es la evolución de la que hablaban los colonos neerlandeses que habitaban la Colonia del Cabo. Con el paso del tiempo ha adquirido características propias, ya que ha asimilado vocablos del inglés, malayo, portugués y de las lenguas zulúes de los nativos de la zona.
A mediados del siglo XIX, era una lengua oral sin representación escrita ni formas literarias, pues la lengua oficial era el neerlandés.
Es una de las lenguas oficiales de Sudáfrica y de Namibia. Es usada mayoritariamente por los blancos y los mestizos que habitan en las provincias del Cabo. En aquel momento comenzó a utilizarse en las escuelas e inició el camino hacia la oficialidad, declarada en 1925. Durante el siglo XX se mostró como una lengua literaria rica y con una considerable producción en todos los campos (literatura, libros de texto, libros científicos y técnicos, etcétera). Su máximo exponente es Breyten Breytenbach, autor entre otras obras de Ysterkoei Moet Sweet (poesía, 1964) y Las verdaderas confesiones de un terrorista blanco (1984).

## Historia
El afrikáans se originó principalmente del neerlandés y se desarrolló en Sudáfrica. Se suele decir que ambas lenguas son mutuamente inteligibles, si no fuera porque el afrikáans tiende a adquirir muchos vocablos de otras lenguas tales como el portugués, el malayo y algunas lenguas bantúes y joisanas. A pesar de esto, es posible para un hablante de neerlandés entender a un afrikáner bastante bien. [cita requerida]Aparte de esto, el afrikáans es gramaticalmente mucho más simple que el neerlandés y una gran cantidad de palabras coloquiales únicas están presentes en el afrikáans, las cuales no se encuentran en el otro idioma. Estaba considerado como un dialecto sudafricano hasta el siglo XIX, cuando se lo reconoció como lengua diferenciada. 
Una mayoría de los primeros colonos cuyos descendientes hoy en día son los afrikáneres provenían de las Provincias Unidas de los Países Bajos.instalada en la actual Ciudad del Cabo y empezaron a utilizar esclavos del sur y el sureste de Asia (principalmente de la India, pero también de las actuales Indonesia, Bangladés, Sri Lanka y Malasia) y del sureste de África (Madagascar y Mozambique).Junto a muchos alemanes y un número considerable de personas provenientes de Francia, así como de Noruega, Portugal, Escocia y otros países.[cita requerida]
Los trabajadores y esclavos que contribuyeron al desarrollo del afrikáans provenían principalmente de Malasia, Madagascar, o bien eran de pueblos autóctonos como joisanes, bosquimanos y bantúes. Los criollos africanos de principios del siglo XVIII (documentado en los casos de Hendrik Bibault y el patriarca Oude Ram) fueron los primeros en denominarse a sí mismos como afrikáner (africanos), dando nombre al nuevo idioma. Tan solo más tarde, en la segunda mitad del siglo XIX los bóeres aceptaron esta atribución y se refirieron a los descendientes de los esclavos joisanes como mestizos.

## Dialectos
- Afrikáans kaaps (en el Cabo Occidental)
- Afrikáans occidental (en el Cabo Occidental)
- Afrikáans septentrional (en el Cabo Septentrional)
- Afrikáans patagónico  (en Chubut)

## Gramática
Presenta una gramática más simple que la del neerlandés. Las palabras no se declinan. El plural se indica mediante el morfema -e. Posee un único artículo: die. Tiene 15 vocales, entre cortas y largas.

## Ortografía
El afrikáans escrito a través de su ortografía refleja una lengua más fonética y simple, y muchas consonantes son eliminadas. Una característica notable es el artículo indefinido, es «'n» en afrikáans en vez de «een» en neerlandés. «Un libro» se dice «'n Boek», mientras que en neerlandés sería «een boek». Otras características incluyen el uso de 's' en vez de 'z'; por lo tanto Sudáfrica en afrikáans se escribe Suid-Afrika, mientras que en neerlandés es Zuid-Afrika. También, la letra neerlandesa «ij» cuya grafía anterior era "ÿ" (originariamente "ii", pero que en Flandes se sigue usando "ÿ"), en afrikáans se escribe como «y».
| Afrikáans  | Neerlandés | Alemán      | Inglés      | Español     |
| ---------- | ---------- | ----------- | ----------- | ----------- |
| aksie      | actie      | Aktion      | action      | acción      |
| baba       | baby       | Baby        | baby        | bebé        |
| bed        | bed        | Bett        | bed         | cama        |
| boek       | boek       | Buch        | book        | libro       |
| dogter     | dochter    | Tochter     | daughter    | hija        |
| eet        | eten       | essen       | eat         | comer       |
| en         | en         | und         | and         | y           |
| informasie | informatie | Information | information | información |
| kat        | kat        | Katze       | cat         | gato        |
| lughawe    | luchthaven | Flughafen   | airport     | aeropuerto  |
| maak       | maken      | machen      | make        | hacer       |
| my         | mijn       | mein        | my          | mi          |
| oop        | open       | offen       | open        | abrir       |
| skool      | school     | Schule      | school      | escuela     |
| vyf        | vijf       | fünf        | five        | cinco       |
| vir        | voor       | für         | for         | para        |
| wat        | wat        | was         | what        | qué         |
| kaas       | kaas       | Käse        | cheese      | queso       |
| maan       | maan       | Mond        | moon        | luna        |
| engels     | engels     | Englisch    | English     | inglés      |
| pikkewyn   | pinguïn    | Pinguin     | penguin     | pingüino    |

## Frases en afrikáans
Es una lengua muy centralizada, lo que significa que la mayoría de las vocales son pronunciadas sin apenas variaciones.
- Hallo! Hoe gaan dit? (en neerlandés: Hallo! Hoe gaat het?) [ɦaləu ɦu xɑˑn dət] ¡Hola! ¿Cómo estás?
- Baie goed, dankie. (en neerlandés: Goed, dank u) [bajə xuˑt danki] Muy bien, gracias.
- Praat jy Afrikaans? (en neerlandés: Praat jij Afrikaans?) [prɑˑt jəi afrikɑˑns] ¿Hablas afrikáans?
- Praat jy Spaans? (en neerlandés: Praat jij Spaans?) [prɑˑt jəi spɑːns] ¿Hablas español?
- Ja. (en neerlandés: Ja) [jɑˑ] Sí.
- Nee. (en neerlandés: Nee) [neˑə] No.
- 'n Bietjie. (en neerlandés: Een beetje) [ə biki] Un poco.
- Wat is jou naam? (en neerlandés: Wat is jouw naam?) [vat əs jəu nɑˑm] ¿Cómo te llamas?
- Die kinders praat Afrikaans. (en neerlandés: De kinderen praten Afrikaans) [di kənərs prɑˑt afrikɑˑns] Los niños hablan afrikáans.
- Ek praat Afrikaans. (en neerlandés: Ik praat Afrikaans) [ik prɑˑt afrikɑˑns] Hablo afrikáans.

## Léxico
| Afrikáans             | Español               |
| --------------------- | --------------------- |
| ek                    | yo                    |
| jy                    | tú                    |
| hy                    | él                    |
| sy                    | ella                  |
| ons                   | nosotros              |
| julle, u              | vosotros, ustedes     |
| die                   | el, la, los, las      |
| 'n                    | un, una               |
| nee                   | no                    |
| ja                    | sí                    |
| alles                 | todo                  |
| baie                  | mucho                 |
| man                   | hombre                |
| vrou                  | mujer                 |
| voël                  | pájaro                |
| kop                   | cabeza                |
| son                   | sol                   |
| maan                  | luna                  |
| groot                 | grande                |
| klein                 | pequeño               |
| een                   | uno                   |
| twee                  | dos                   |
| drie                  | tres                  |
| vier                  | cuatro                |
| vyf                   | cinco                 |
| ses                   | seis                  |
| sewe                  | siete                 |
| agt                   | ocho                  |
| nege                  | nueve                 |
| tien                  | diez                  |
| Goeiemôre             | Buenos días           |
| Goeiemiddag           | Buenas tardes         |
| Goeienaand            | Buenas noches         |
| Goeienag              | Buenas noches         |
| Totsiens              | Adiós                 |
| Hallo                 | Hola                  |
| Asseblief             | Por favor             |
| Dankie                | Gracias               |
| Welkom                | Bienvenido            |
| Ek is jammer          | Lo siento             |
| Verskoon my           | Discúlpame, perdóneme |
| Gelukkige Verjaarsdag | Feliz cumpleaños      |
| Gelukkige Nuwejaar    | Feliz año nuevo       |
| Gelukkige Kersfees    | Feliz Navidad         |
| Beste wense           | Buena Suerte          |

## Cantidad de hablantes
- Sudáfrica: 7 500 000 (un 10,65 %), según el censo de 2022 [5][6]de los cuales 1 000 000 también hablan inglés. Otros 10 650 000 la utilizan como lengua vehicular. Las zonas de hablantes de afrikáans principales son las provincias del Cabo del Norte y del Cabo Occidental, y las ciudades de Johannesburgo, Pretoria, Port Elizabeth y Bloemfontein.
- Namibia: 500 000, es una de las cuatro lenguas reconocidas como nacionales.
- Botsuana: 100 000, principalmente por afrikáneres en el distrito de Ghanzi.
- Reino Unido: 100 000, hablado por inmigrantes sudafricanos.
- Australia: 100 000 aproximadamente.
- Nueva Zelanda: 85 000 aprox.[cita requerida]
- Argentina: 3 400 aprox.[7]
- Malaui: 800 aprox.
- Zambia: 300 aprox., entre ellos 2 personas muy conocidas, Patson Daka y Erick Mwepu, jugadores de la primera división inglesa de fútbol, la Premier League.
- Lesoto: 120 aprox.
- Suazilandia: Sin datos concretos.

En Zimbabue existió una importante minoría que tenía el afrikáans como idioma materno, pero el éxodo y la salida de la población blanca a principios del siglo XXI por la represión gubernamental[cita requerida] hizo que el idioma desapareciera casi por completo del país.